# المحسمة القديمة
المحسمة القديمة إحدى قرى مركز القصاصين التابع لمحافظة الإسماعيلية بجمهورية مصر العربية.